# ألبرتو ديل مورال
ألبرتو ديل مورال ساليس هو لاعب كرة قدم إسباني، من مواليد 20 يوليو 2000، يلعب كلاعب خط وسط لفريق فياريال ب.

## روابط خارجية
- ألبرتو ديل مورال على موقع قاعدة بيانات كرة القدم.إي يو (الإنجليزية)
- ألبرتو ديل مورال على موقع Soccerway.com (الإنجليزية)